# 코시체 동물원
코시체 동물원(슬로바키아어: Zoologická záhrada Bratislava)은 슬로바키아 코시체에 있는 동물원이다. 슬로바키아에서 가장 크고 유럽에서는 세 번째로 큰 동물원이다. 방문객은 부지의 약 3분의 1만 허용된다. 동물원 건설은 1979년에 시작되었다. 1985년에 23종의 동물과 7헥타르(17에이커)의 면적으로 대중에게 공개되었다. 2000년에 어린이를 위한 애완동물 동물원이 문을 열었다.